# Armonia
Armonia, rumänisch für Harmonie, ist eine speziell für die Straßenbahn Timișoara konzipierte Triebwagen-Baureihe. Die 30 normalspurigen und hochflurigen Kurzgelenkwagen wurden zwischen 2015 und 2018 hergestellt und basieren konstruktiv stark auf den deutschen Wegmann-Stadtbahnwagen der Baureihen GT4d, GT4e und GT4f aus den 1970er Jahren. Diese kamen zwischen 2007 und 2010 gebraucht von der Straßenbahn Bremen nach Timișoara und dienten als Spenderwagen für den neuen Typ Armonia, der auch als GT4MT bezeichnet wird, wobei das „M“ für modernizat und das „T“ für Timișoara steht. Die ursprünglich geplante Bezeichnung Revolut konnte sich hingegen nicht durchsetzen.

## Geschichte
In Folge der Rumänischen Revolution von 1989 ersetzte die damalige Verkehrsgesellschaft Regia Autonomă de Transport Timișoara (R.A.T.T.), die seit 2017 als Societatea de Transport Public Timișoara (S.T.P.T.) firmiert, ihren ursprünglich komplett aus einheimischen Timiș 2-Großraumzügen bestehenden Wagenpark ab 1995 vollständig durch altbrauchbare Straßenbahnwagen aus Deutschland. Die Folge war jedoch ein inhomogener und veralteter Fahrzeugbestand, der insbesondere aufgrund der schwierigen Ersatzteilversorgung einen hohen Reparaturaufwand und zahlreiche Ausfälle verursachte.
Nachdem die ursprünglich geplante Neubeschaffung von 50 Citadis-Niederflurwagen 2011 aus Kostengründen gescheitert war, entschied sich die damalige R.A.T.T. 2013 dazu, deutsche Gebrauchtwagen vollständig rekonstruieren zu lassen. Sie sollten unter Verwendung der alten Wagenkästen und Fahrmotoren eine moderne Elektronik sowie eine zeitgemäße Inneneinrichtung erhalten. Ursprünglich waren hierzu 50 alte Triebwagen vorgesehen, deren Modernisierung 75 Millionen Euro gekostet hätte.
2014 modifizierte der Verkehrsbetrieb wiederum seine Pläne und vergab einen Auftrag über 14,4 Millionen Euro für die Rekonstruktion nahezu aller damals noch vorhandenen Wegmann-Triebwagen aus den 1970er Jahren, insgesamt 30 von 33 Wagen, an ein Konsortium aus den Unternehmen Astra Vagoane Călători in Arad und Electroputere VFU in Pașcani, wobei jedes Werk jeweils 15 Wagen erneuerte. Als Vorbild für die Umbauten diente ein 2012 auf diese Weise für die Straßenbahn Iași hergerichteter GT4, der allerdings ein Einzelstück blieb.
Im Zuge des bis 2018 andauernden Modernisierungsprogramms erhielten die Wegmann-Wagen neue Stirnfronten und Heckpartien aus Kunststoff, eine neue elektrische Ausrüstung mit elektronischer Steuerung von ICPE-SAERP aus Bukarest, eine Bremsanlage von Henning & Kahl, eine 1+1-Bestuhlung mit 29 Sitz- und 135 Stehplätzen, je eine Klimaanlage für Führerstand und Fahrgastraum, einen Einholmstromabnehmer, einen Hublift für Rollstühle, eine Videoüberwachung, eine Kamera zur Überwachung des Fahrgastwechsels sowie WLAN. Ferner können sie seit dem Umbau nur noch maximal 50 km/h fahren und sind nicht mehr für den Betrieb mit Beiwagen geeignet, sie verfügen nur noch über eine Notkupplung zum Abschleppen.
De facto kam der Umbau somit einem Neubau gleich, da von den Spenderwagen nur Hauptfahrgestell und Drehgestelle übernommen wurden, der komplette Fahrzeugaufbau samt Ausstattung aber völlig neu entstand. Das ursprüngliche Hauptfahrwerk musste dafür umgebaut und deutlich verstärkt werden. Die Aufbauelemente basieren zum Teil auf Standardteilen der niederflurigen Typen Siemens Combino beziehungsweise Astra Imperio, die auf den hochflurigen Fahrzeugrahmen der Wegmann-Wagen aufgesetzt wurden. Die Profile wurden geschweißt, die Elemente der Außenhaut aus glasfaserverstärktem Kunststoff, Glas und Kunststoff verklebt. Die beiden neuen Drehstrom-Asynchronmotoren des Typs TN A 14 von UMEB werden durch IGBT-Technik geschaltet und leisten jeweils 200 Kilowatt. Für das Gesamtdesign war das Unternehmen VRG Railway Components aus Bistrița verantwortlich.
Die ersten beiden umgebauten Wagen, Nummer 3504 aus Arad und 3517 aus Pașcani, trafen Ende Juni beziehungsweise Anfang Juli 2015 in Timișoara ein. Die erneuerten Fahrzeuge behielten die Fahrzeugnummern ihrer Spenderwagen und gelangten Ende 2015 in den regulären Fahrgastbetrieb. Sie kamen dabei zunächst nur auf den Linien 1, 2, 6 und 9 zum Einsatz, die bereits durchgehend über eine modernisierte Gleisinfrastruktur verfügen. Seit April 2018 verkehren die Armonia-Wagen darüber hinaus vereinzelt auch auf der Linie 7, seit Juli 2018 auch auf den Linien 4 und 8 und somit auf allen Linien.

## Statistik
| Spenderbaureihe | Baujahr | Betriebsnummer | Registrierungsnummer | Umbau in |
| --------------- | ------- | -------------- | -------------------- | -------- |
| GT4d            | 1973    | 3502           | TM 00144             | Arad     |
| GT4d            | 1973    | 3504           | TM 00778             | Pașcani  |
| GT4d            | 1973    | 3509           | TM 00462             | Arad     |
| GT4d            | 1973    | 3510           | TM 00311             | Arad     |
| GT4d            | 1973    | 3511           | TM 00779             | Arad     |
| GT4e            | 1974    | 3512           | TM 00309             | Pașcani  |
| GT4e            | 1974    | 3513           | TM 00303             | Pașcani  |
| GT4e            | 1974    | 3514           | TM 00760             | Pașcani  |
| GT4e            | 1974    | 3515           | TM 00755             | Pașcani  |
| GT4e            | 1974    | 3516           | TM 00464             | Arad     |
| GT4e            | 1974    | 3517           | TM 00595             | Arad     |
| GT4e            | 1974    | 3518           | TM 00457             | Pașcani  |
| GT4e            | 1974    | 3519           | TM 00870             | Pașcani  |
| GT4e            | 1974    | 3520           | TM 00468             | Arad     |
| GT4e            | 1974    | 3521           | TM 00466             | Pașcani  |
| GT4f            | 1976    | 3525           | TM 01169             | Pașcani  |
| GT4f            | 1976    | 3527           | TM 01163             | Arad     |
| GT4f            | 1976    | 3529           | TM 01110             | Arad     |
| GT4f            | 1976    | 3531           | TM 01112             | Pașcani  |
| GT4f            | 1976    | 3534           | TM 00307             | Pașcani  |
| GT4f            | 1976    | 3536           | TM 01114             | Arad     |
| GT4f            | 1976    | 3539           | TM 00305             | Pașcani  |
| GT4f            | 1976    | 3540           | TM 01165             | Arad     |
| GT4f            | 1976    | 3543           | TM 01116             | Arad     |
| GT4f            | 1976    | 3547           | TM 01118             | Pașcani  |
| GT4f            | 1976    | 3551           | TM 00599             | Arad     |
| GT4f            | 1976    | 3552           | TM 00597             | Arad     |
| GT4f            | 1976    | 3553           | TM 00759             | Pașcani  |
| GT4f            | 1976    | 3554           | TM 00315             | Pașcani  |
| GT4f            | 1976    | 3559           | TM 00313             | Arad     |

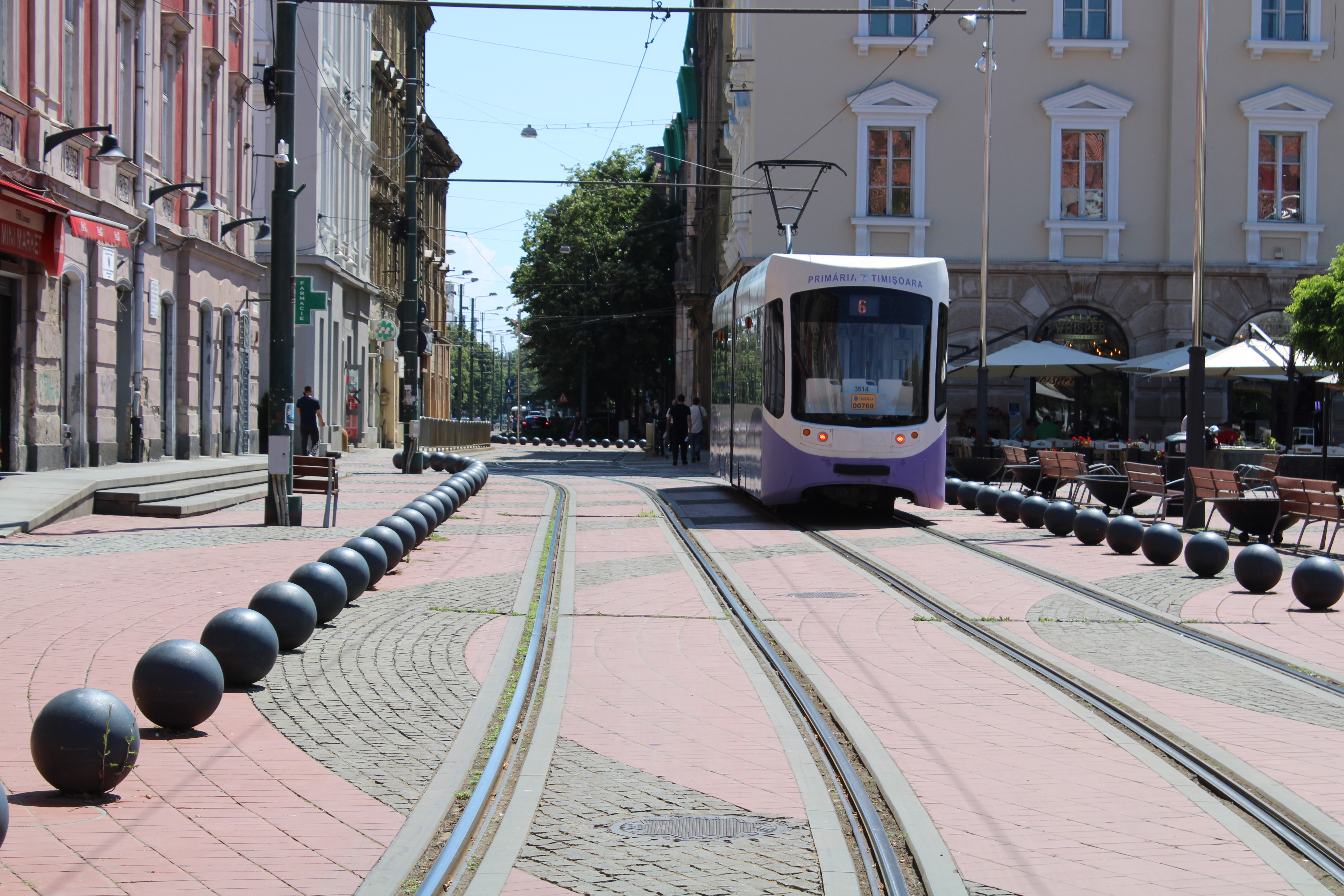
Heckansicht

Von ursprünglich 61 Wegmann-Triebwagen gelangten insgesamt 38 nach Timișoara, von denen wiederum 30 zu Armonia-Triebwagen umgebaut wurden.